# Кастро, Хулиан
Хулиан Кастро Контрерас (исп. Julián Castro Contreras; 12 июня 1810 — 12 июня 1875) — венесуэльский офицер, президент страны в 1858—1859 годах.

## Биография
Вероятно, родился в Петаре около 1810 года, хотя эта дата и не является бесспорной. Его родителями были Хуан Мануэль Кастро и Маргарита Контрерас. Был брат Иносенте. Вступил в ряды Вооруженных сил 1830 года, получив звание альфереса (младший лейтенант в современной военной иерархии). В 1835 году, в ранге капитана, принял участие в реформистских революции, в результате которой был отстранён от власти президент Хосе Мария Варгас. После поражения переворота был арестован, однако вышел на свободу через несколько лет. После этого Хулиан вместе с братом переехал в Карабобо. Там женился на Марии Ниевес Брисеньйо, внебрачной дочерью Хосе Лауренсии Силвы, героя войны за независимость Венесуэлы. В браке родилось четверо сыновей: Хулиан, Иносенте, Рамон и Франсиско де Паула. С назначением в 1847 году Хосе Тадео Монагаса на пост президента, Кастро начал продвигаться по службе: в 1849 году получил звание командора (современный майор). В том же году участвовал в борьбе с Хосе Антонио Паэсом, возглавлявшим восстание против Монагаса. Через некоторое время он получил звание бригадного генерала (1853). Ещё позже он занял пост командующего армией Валенсии. В апреле 1856 года Монагас назначил Кастро губернатором штата Карабобо и присвоил ему звание генерал-майора. В марте 1858 года Кастро возглавил движение против Монагаса, в результате чего последний был отстранён от власти. Кастро занял его пост 18 марта. Период его президентства был достаточно проблематичным, что осложнялось мятежами и началом Федеральной войны, которую возглавили Эсекиель Самора и Хуан Крисостомо Фалькон.
2 августа 1859 года Кастро был арестован несколькими офицерами, среди которых был командующий войсками Каракаса, Мануэль де лас Касас. Был осуждён Конгрессом 1860 года, в результате чего он был признан виновным в государственной измене, однако он не был наказан. После суда Кастро оставил Венесуэлу. Кастро вернулся на Родину 1870 незадолго до Апрельской революции во главе с Антонио Гусманом, присоединился к ней и находился в рядах венесуэльской армии до самой своей смерти.